# Tabula Imperii Byzantini
La Tabula Imperii Byzantini est la continuation de la Tabula Imperii Romani, un dictionnaire et atlas scientifique de géographie historique, recensant région par région pour l'Empire byzantin toutes les sources historiques.
Le projet fut lancé en 1966 au XIIIe Congrès international d'études byzantines à Oxford. La même année, l'Österreichische Akademie der Wissenschaften établit une commission pour mener le projet. Depuis 1995, la commission chargée du projet est présidée par Johannes Koder.
Douze volumes sont parus depuis le lancement :
- TIB 1 (1976) : Hellas und Thessalia, J. Koder et F. Hild  (ISBN 3-7001-0182-1)

- TIB 2 (1981) : Kappadokien (Kappadokia, Charsianon, Sebasteia und Lykandos), F. Hild et M. Restle  (ISBN 3-7001-0401-4)

- TIB 3 (1981) : Nikopolis und Kephallenia, P. Soustal (avec la participation de J. Koder)  (ISBN 3-7001-0399-9)

- TIB 4 (1984) : Galatien und Lykaonien, K. Belke, (avec M. Restle)  (ISBN 3-7001-0634-3)

- TIB 5 (1990) : Kilikien und Isaurien, F. Rousseau et H. Hellenkemper  (ISBN 3-7001-1811-2)

- TIB 6 (1991) : Thrakien (Thrakē, Rhodopē und Haimimontos), P. Soustal  (ISBN 3-7001-1898-8)

- TIB 7 (1990) : Phrygien und Pisidien, K. Belke et N. Mersich  (ISBN 3-7001-1698-5)

- TIB 8 (2004) : Lykien und Pamphylien, F. Hild et H. Hellenkemper  (ISBN 3-7001-3280-8)

- TIB 9 (1996) : Paphlagonien und Honorias, K. Belke  (ISBN 3-7001-2518-6)

- TIB 10 (1998) : Aigaion Pelagos (die nördliche Ägäis), J. Koder (avec A. Soustal)  (ISBN 3-7001-2694-8)

- TIB 12 (2008) : Ostthrakien (Eurōpē), A. Külzer  (ISBN 978-3-7001-3945-4)

- TIB 15 (2014) : Syria (Syria Prōtē, Syria Deutera, Syria Euphratēsia), K.-P. Todt et B. A. Vest  (ISBN 978-3-7001-7090-7)